# Authentik (album)
Pour les articles homonymes, voir Authentik (homonymie), Authentik Remix, Authentik et Authentik (web-série).
Albums de Kenza Farah
Avec le cœur
(2008)
Authentik est le premier album de la chanteuse franco-algérienne Kenza Farah, sorti le 11 juin 2007 en France. 
L'album contient 18 pistes (dont deux sur la réédition) et des featurings avec Sefyu, Le Rat Luciano, Idir, Big Ali et Le Silence des Mosquées. Il fut double disque d'or.

## Pistes
1. Dans mon monde
2. Je me bats
3. Moi j'ai 20 ans
4. Où va le monde
5. Lettre du front feat. Sefyu
6. Il m'a trahie
7. Dans les rues de ma ville
8. Trop d'flow feat. Big Ali
9. Mi amor
10. Ne me dites pas
11. Appelez moi Kenza
12. Sur tous les chemins feat. Le Rat Luciano
13. Sous le ciel de Marseille feat. Idir
14. Toi et Moi
15. Cris de Bosnie feat. Le Silence des Mosquées
16. Les Enfants du ghetto
17. Bye Bye
18. Lève la tête

## Authentik Mixtape (sortie en 2008)
1. Intro Dj Roc-j
2. 15e Hardcore (feat. G.a.p/Soosol)
3. Faut-il que je sois ?
4. Freestyle Skyrock
5. Trésor
6. Terre à terre (feat. Kamelancien)
7. Je reprends mes ailes
8. Quoi qu'il arrive (feat. Tino/Section fidjo)
9. L'Amour ou la Passion
10. Tu reconnais (feat. Kayline & Moh/S.krim)
11. Plus rien sans toi (feat. T-north)
12. On vous aime tant (feat. Alonzo & Ligne 26 & Sale équipe)
13. Freestyle Skyrock
14. Il m'a trahie (feat. Skyzo Starr) + Medley (L'amour s'en va, D'amour ou d'amitié)
15. Seule sans toi
16. Nos différences
17. Face à la mort (feat. Bouda/15e Processus)
18. Flashback (feat. k-Rhyme Le Roi)
19. À la place d'un ange (feat. Monock/La Méthode)
20. Toi et moi (feat. Mickey-lansky)

## Authentik Mixtape Vol.2 (sortie en 2012)
1. Nex Mix - Dorro (Karismatik)
2. Mix - Frères de la rue (Karismatik)
3. Courage - Kenza Farah feat. Kamelancien
4. Préparez-vous - Little (Karismatik)
5. Punchline V2 - Little (Karismatik)
6. Karismaf***you - Kenza Farah - feat. Nabilla et Kayline
7. Yemma - Nabila (Karismatik)
8. Bienvenue dans ma rue - Nabilla (Karismatik)

## Classements
| Classement (2007)            | Meilleure position |
| ---------------------------- | ------------------ |
| Belgique (Wallonie Ultratop) | 50                 |
| France (SNEP)                | 5                  |

## Certifications
| Région                                                                                                 | Certification | Ventes/Streams |
| --- | ------------- | -------------- |
| France (SNEP)                                                                                          | Or            | 75 000         |
| *Ventes selon la certification ^Mise en rayon selon la certification xNon précisé par la certification |               |                |